# Polycardia lateralis
Polycardia lateralis är en benvedsväxtart som beskrevs av Karl August Otto Hoffmann. Polycardia lateralis ingår i släktet Polycardia och familjen Celastraceae. Inga underarter finns listade.